# Jenny Armstrong
Jenny Armstrong, właśc. Jennifer Margaret Armstrong (ur. 3 marca 1970 w Dunedin) – nowozelandzka żeglarka sportowa. W barwach Australii złota medalistka olimpijska z Sydney.
Brała udział w trzech igrzyskach olimpijskich (IO 92, IO 00, IO 04). Podczas pierwszego startu reprezentowała kraj urodzenia. W 2000 zwyciężyła w klasie 470, a partnerowała jej Belinda Stowell. W 2000 i 2001 zdobywały srebrny medal mistrzostw świata w tej klasie.